# Medalla de Oro del Consejo de Mallorca
La Medalla de Honor y Gratitud de la Isla de Mallorca es una distinción honorífica que concede el Consejo Insular de Mallorca. Puede otorgarse tanto a persones físicas como jurídicas. Consiste en una medalla de oro con el escudo del Consejo de Mallorca en el anverso, con la leyenda Medalla d'honor i gratitud i el año de concesión en el reverso. Además, se entrega un diploma personalizado en el cual figuran los méritos reconocidos para su concesión. Originalmente, la distinción se llamaba Medalla de Oro del Consejo de Mallorca i el 2018 se cambió al nombre actual.
Las medallas se conceden simultáneamente a los Premios Jaume II (desde su creación, en 2006) i los títulos de Hijo Predilecto e Hijo Adoptivo. Tradicionalmente la ceremonia de concesión se ha celebrado durante los actos de la Diada de Mallorca, que se celebrar el 12 de septiembre hasta 2016. Con el traslado de la festividad al 31 de diciembre las distinciones  se imponen el 24 de abril, independientemente de la Diada.

## Lista de premiadps
| Año         | Premiados                                                                           | Méritos                                                                                      |
| ----------- | ----------------------------------------------------------------------------------- | -------------------------------------------------------------------------------------------- |
| 1985        | Bartolomé Calatayud (*)                                                             | Guitarrista y compositor                                                                     |
| 1985        | Miquel Capllonch Rotger (*)                                                         | Compositor                                                                                   |
| 1985        | Antoni Martorell Miralles                                                           | Músico y pedagogo                                                                            |
| 1985        | Antoni Matheu Mulet                                                                 | Compositor y organista                                                                       |
| 1985        | Baltasar Samper Marquès (*)                                                         | Compositor                                                                                   |
| 1985        | Joan Maria Thomàs Sabater (*)                                                       | Compositor y organista                                                                       |
| 1986 – 1990 | No concedida                                                                        |                                                                                              |
| 1991        | Gabriel Alomar Esteve                                                               | Arquitecto y urbanista                                                                       |
| 1992 – 1999 | No concedida                                                                        |                                                                                              |
| 2000        | Josep Meliá Pericás (*)                                                             | Político y escritor                                                                          |
| 2000        | Bartomeu Mulet Ramis                                                                | Historiador                                                                                  |
| 2000        | Pere A. Serra Bauzà                                                                 | Empresario                                                                                   |
| 2000        | Guillem Timoner Obrador                                                             | Deportista                                                                                   |
| 2001 (**)   | Josep Amengual Domingo                                                              | Deportista                                                                                   |
| 2001 (**)   | Anthony Bonner                                                                      | Lulista y traductor                                                                          |
| 2001 (**)   | Antònia Buades Vallespir                                                            | Cantadora                                                                                    |
| 2001 (**)   | Joan Veny Clar                                                                      | Filólogo y lingüista                                                                         |
| 2002        | No se adjudicaron. Se entregaron las concedidas en 2001.                            |                                                                                              |
| 2003        | No se adjudicaron.                                                                  |                                                                                              |
| 2004        | Llorenç Antich Trobat, Móra (*)                                                     | Glosador                                                                                     |
| 2004        | Llorenç Borràs De Riquer                                                            | Artista                                                                                      |
| 2004        | Pere Capellà i Roca, Mingo Revulgo (*)                                              | Dramaturgo, poeta y glosador                                                                 |
| 2004        | Guillem Colom Casasnovas (*)                                                        | Geólogo                                                                                      |
| 2004        | Guillem Colom Ferrà                                                                 | Escritor y poeta                                                                             |
| 2004        | Jaume Company Salom                                                                 | Folklorista                                                                                  |
| 2004        | Adan Diehl                                                                          | Promoción de Mallorca                                                                        |
| 2004        | Andreu Ferret Sobral                                                                | Periodista                                                                                   |
| 2005        | Enric Alzamora Gomà (*)                                                             |                                                                                              |
| 2005        | Maria del Mar Bonet Verdaguer                                                       | Cantante                                                                                     |
| 2005        | Josep Buades Costa                                                                  | Empresario                                                                                   |
| 2005        | Antoni Caimari Alomar                                                               | Compositor                                                                                   |
| 2005        | Bartomeu Català Barceló                                                             | Fundador de Proyecto Hombre                                                                  |
| 2005        | Josep Costa Ferrer, Picarol (*)                                                     | Dibujante                                                                                    |
| 2005        | Josep Pinya Bonnin                                                                  | Galerista                                                                                    |
| 2005        | Carme Riera Guilera                                                                 | Escritora                                                                                    |
| 2005        | Álvaro Santamaría Arández                                                           | Historiador                                                                                  |
| 2005        | Societat d'Història Natural de les Illes Balears                                    |                                                                                              |
| 2006        | Jorge Dezcallar de Mazarredo                                                        | Diplomático                                                                                  |
| 2006        | Rafael Nadal Parera                                                                 | Deportista                                                                                   |
| 2006        | Elena Gómez Servera                                                                 | Deportista                                                                                   |
| 2007        | Josep Coll i Bardolet (*)                                                           | Pintor                                                                                       |
| 2007        | Joan Llaneras Rosselló                                                              | Deportista                                                                                   |
| 2007        | Baltasar Porcel Pujol                                                               | Escritor                                                                                     |
| 2007        | Joventuts Musicals de Palma                                                         | Coro musical                                                                                 |
| 2008        | Simó Andreu Trobat                                                                  | Actor                                                                                        |
| 2008        | Dionís Bennàssar Mulet                                                              | Pintor                                                                                       |
| 2008        | Joan Olives Mercadal (*)                                                            | Restaurador y empresario de cine                                                             |
| 2008        | Joan Valls Aguiló (*)                                                               | Actor                                                                                        |
| 2008        | Coro del Teatro Principal                                                           |                                                                                              |
| 2008        | Editorial Moll                                                                      |                                                                                              |
| 2009        | Josep Massot i Muntaner                                                             | Historiador y ensayista                                                                      |
| 2009        | Jaume Santandreu Sureda                                                             | Escritor                                                                                     |
| 2009        | Miguel Vidal Perelló                                                                | Periodista y escritor                                                                        |
| 2009        | Amics del Poble Saharaui                                                            |                                                                                              |
| 2009        | Cámara de Comercio de Mallorca                                                      |                                                                                              |
| 2010        | Jaume Mir Ramis                                                                     | Escultor                                                                                     |
| 2010        | Felipe Moreno Rodríguez                                                             | Fundador de la Escuela de Turismo Balear                                                     |
| 2010        | Andrés Ripoll Muntaner                                                              | Investigador espacial                                                                        |
| 2010        | Leonor Taboada Spinardi                                                             | Sexóloga                                                                                     |
| 2010        | Biblioteca Diocesana de Mallorca                                                    |                                                                                              |
| 2010        | Fundació per a la Conservació del Voltor Negre                                      |                                                                                              |
| 2011        | Tummy Bestard                                                                       | Excónsul de los Estados Unidos en les Islas Baleares                                         |
| 2011        | Agustí Villaronga Riutort                                                           | Cineasta                                                                                     |
| 2011        | Associació de Donants de Sang de Mallorca                                           |                                                                                              |
| 2012        | Pep Bonet                                                                           | Fotógrafo                                                                                    |
| 2012        | Ferrocarril de Sóller                                                               |                                                                                              |
| 2013        | Juan Carrero Saralegui                                                              | Activista                                                                                    |
| 2013        | Antoni Niell Florit (*)                                                             | Presidente de la Federación de Asociaciones de la Tercera Edad de la Part Forana de Mallorca |
| 2013        | Estel de Llevant                                                                    |                                                                                              |
| 2013        | Mallorca Daily Bulletin                                                             |                                                                                              |
| 2014        | Pilar Bonnín Aguiló (*)                                                             | Trabajadora social                                                                           |
| 2014        | Toni Catany (*)                                                                     | Fotógrafo                                                                                    |
| 2014        | Luis Salvador de Austria (*)                                                        |                                                                                              |
| 2014        | Rafael Nadal Nadal                                                                  | Músico                                                                                       |
| 2014        | Joan Parera Mezquida                                                                | Director de UNAC-Balears                                                                     |
| 2014        | Antoni Quetgles Darder                                                              | Misionero                                                                                    |
| 2014        | Luis Ignacio Ramallo Massanet                                                       | Presidente de la Comisión Nacional Española de Cooperación con la UNESCO                     |
| 2014        | Guardia Civil                                                                       |                                                                                              |
| 2014        | Hospital General                                                                    |                                                                                              |
| 2014        | Mater Misericordiae                                                                 |                                                                                              |
| 2015        | Josep Maria Casasnovas Despujol (*)                                                 | Jesuita                                                                                      |
| 2015        | Guillem Fullana i Hada d'Efak (*)                                                   | Músico y escritor                                                                            |
| 2015        | Aina Moll Marquès                                                                   | Filóloga                                                                                     |
| 2015        | Antoni Maria Alcover i Sureda (Institución pública)                                 |                                                                                              |
| 2015        | Col·lectiu de dones de Llevant                                                      |                                                                                              |
| 2015        | Escola de Música i Danses de Mallorca                                               |                                                                                              |
| 2016        | Gabriel Barceló Bover                                                               | Escritor                                                                                     |
| 2016        | Maria Carbonero Barceló                                                             | Pintora                                                                                      |
| 2016        | Climent Garau Arbona (*)                                                            | Político y activista cultural                                                                |
| 2016        | Maria Antònia Oliver Cabrer                                                         | Escritora                                                                                    |
| 2016        | Lluís Jaume Salom Horrach (*)                                                       | Piloto de motociclismo                                                                       |
| 2016        | Bartomeu Suau Serra                                                                 | Sacerdote y activista social                                                                 |
| 2016        | Agrupació Aires de Muntanya                                                         |                                                                                              |
| 2016        | RCD Mallorca                                                                        |                                                                                              |
| 2017        | Antoni Torrens Gost                                                                 | Músico y promotor cultural                                                                   |
| 2017        | Associació de Persones Sordes de Mallorca                                           |                                                                                              |
| 2017        | CIDE                                                                                |                                                                                              |
| 2017        | Fundació Patronat Obrer de Sant Josep                                               |                                                                                              |
| 2017        | Grupo de Investigació en estudios de género de la Universidad de las Islas Baleares |                                                                                              |
| 2018        | Emilio de la Cámara Perona                                                          | Deportista                                                                                   |
| 2018        | Víctor Guerrero Ayuso                                                               | Arqueólogo                                                                                   |
| 2018        | Francisca Mas Busquets                                                              | Abogada y exdirectora del Instituto Balear de la Mujer                                       |
| 2018        | Isabel Peñarrubia Marquès                                                           | Historiadora                                                                                 |
| 2018        | Joan Riera Ferrari                                                                  | Pintor y escultor                                                                            |
| 2018        | Banda de Música de Montuïri                                                         |                                                                                              |
| 2018        | Centre Cultural d'Andratx                                                           |                                                                                              |
| 2018        | Club Deportiu Consell                                                               |                                                                                              |
| 2018        | Col·legi Sant Agustí (Palma)                                                        |                                                                                              |
| 2018        | Fons Mallorquí de Solidaritat i Cooperació                                          |                                                                                              |
| 2018        | Unión General de Trabajadores y Comisiones Obreras                                  | Sindicatos                                                                                   |
| 2018        | Última Hora                                                                         | Diario                                                                                       |
| 2019        | Gabriel Riera Sorell                                                                | Superviviente de la represión franquista                                                     |
| 2019        | Margalida Maria Riutort Cloquell                                                    | Trabajadora social                                                                           |
| 2019        | Rosa Togores Solivellas                                                             | Trabajadora social                                                                           |
| 2019        | Associació d'Amics dels Molins                                                      |                                                                                              |
| 2019        | Fundación Guillem Cifre de Colonya                                                  |                                                                                              |
| 2019        | Teléfono de la Esperanza                                                            |                                                                                              |
| 2019        | Universidad de las Islas Baleares                                                   |                                                                                              |
| 2020        | Pere Comas Barceló (*)                                                              | Periodista                                                                                   |
| 2020        | Rafel Covas Femenia                                                                 | Policía tutor                                                                                |
| 2020        | Fèlix Grases Freixedas                                                              | Científico, investigador i catedrático de Química de la UIB                                  |
| 2020        | Magdalena Rigo Lliteras (*)                                                         | Primera mujer bombero de España                                                              |
| 2020        | Banda de Música de Felanich                                                         | Agrupación musical                                                                           |
| 2020        | Merceria Ca n'Àngela                                                                | Comercio emblemático                                                                         |
| 2021        | Orfeó l'Harpa d'Inca                                                                | Coral en activo más antigua de Mallorca                                                      |
| 2021        | Associació Pa i Mel                                                                 | Entidad sin ánimo de lucro                                                                   |
| 2021        | Maria Vich Nadal                                                                    | Pintora                                                                                      |
| 2021        | La Veneciana                                                                        | Comercio emblemático                                                                         |
| 2021        | Espanya Hoquei Club                                                                 | Club deportivo                                                                               |
| 2021        | Collidores de la Serra de Tramuntana                                                |                                                                                              |

(*) Entregada a título póstumo

(**) No se entregaron por los Atentados del 11 de septiembre de 2001